# Алонсо Пенья, Маркос
Ма́ркос Ало́нсо Пе́нья (исп. Marcos Alonso Peña; 1 октября 1959, Сантандер — 9 февраля 2023[…], Мадрид) — испанский футболист, нападающий. Известен по выступлениям за «Атлетико Мадрид», «Барселону» и сборную Испании. После завершения карьеры футболиста тренировал ряд известных испанских клубов. Сын футболиста Маркоса Алонсо Имаса и отец футболиста Маркоса Алонсо Мендосы.

## Клубная карьера
Алонсо является воспитанником клуба «Реал Мадрид», в профессиональном футболе дебютировал в клубе «Расинг Сантандер» в 1977 году, через два года оказался в мадридском «Атлетико», а в 1982 году перешёл в «Барселону», за которую играл на протяжении 5 сезонов, ставших лучшими в его карьере. В эти годы он вместе с командой сумел завоевать все основные испанские трофеи и дошёл до финала Кубка чемпионов УЕФА. После «Барселоны» вернулся в «Атлетико Мадрид», но его карьера уже шла на спад, и в скором времени он её завершил в клубе, в котором начинал, в «Расинг Сантандер».

## Карьера в сборной
В составе национальной сборной Алонсо дебютировал 25 марта 1981 года в матче со сборной Англии. Всего в составе сборной провёл 22 матча, в которых забил 1 гол, в ворота сборной Исландии. Был в составе сборной на чемпионате Европы 1984 года, на котором испанцы дошли до финала, но на поле не выходил.

## Тренерская карьера
Через несколько лет после окончания карьеры футболиста Алонсо стал тренером в «Райо Вальекано», затем тренировал ряд известных испанских клубов, среди которых «Севилья» и «Атлетико Мадрид», но особых успехов нигде не добивался. Последним клубом, в котором работал Алонсо, был в 2008 году клуб «Гранада 74», ныне прекративший своё существование.

## Достижения
«Барселона»
- Чемпион Испании: 1984/85
- Обладатель Кубка Испании: 1982/83
- Обладатель Суперкубка Испании: 1983
- Обладатель Кубка испанской лиги (2): 1982/83, 1985/86
- Финалист Кубка чемпионов УЕФА: 1985/86

Сборная Испании
- Серебряный призёр чемпионата Европы: 1984